# Euroexpo
Euroexpo Trade Fairs este unul dintre principalii organizatori de târguri și expoziții din România.
Compania a lansat primul târg pe piață în 2002.
În prezent, portofoliul companiei acoperă o serie de expoziții: Print Show (industrie tipografică), Advertising Show (producție publicitară), Flexo Show (industrie flexografică), Kidex și Baby Boom Show (destinate copiilor și mămicilor), Gifts Show (cadouri), Cleaning Show (curățenie profesională și industrii domestice), IFBE (expoziție internațională de francize și branding) și Wellness Show (fitness, spa și îngrijire corporală).